# Veronika Staber
Veronika Staber (24 luglio 1987) è un'ex sciatrice alpina tedesca.

## Biografia
La Staber esordì in gare FIS il 14 dicembre 2002 disputando uno slalom speciale a Livigno, senza completarlo, e debuttò nel circuito della Coppa Europa il 2 febbraio 2004 a Åre nella medesima specialità, anche in questo caso senza terminare la prova. Partecipò per la prima volta a una gara di Coppa del Mondo il 3 febbraio 2006, lo slalom gigante tenutosi sul tracciato di Ofterschwang, senza classificarsi.
Il 13 gennaio 2007 ottenne a Courchevel in slalom speciale il suo primo podio in Coppa Europa, classificandosi al 3º posto, e il 6 febbraio 2011 colse, con il 12º posto ad Arber/Zwiesel in slalom gigante, il suo miglior piazzamento in Coppa del Mondo; nello stesso mese prese parte ai suoi unici Campionati mondiali, Garmisch-Partenkirchen 2011, dove si classificò 30ª nello slalom gigante.
Il 1º febbraio 2013 a Zakopane in slalom speciale salì per l'ultima volta sul podio in Coppa Europa (3ª) e l'8 marzo 2014 disputò a Åre la sua ultima gara in Coppa del Mondo, lo slalom speciale nel quale non riuscì a classificarsi. Si congedò dalle competizioni disputando lo slalom speciale dei Campionati tedeschi 2014, il 22 marzo seguente a Oberjoch.

## Palmarès

### Coppa del Mondo
- Miglior piazzamento in classifica generale: 95ª nel 2011

### Coppa Europa
- Miglior piazzamento in classifica generale: 11ª nel 2011
- 6 podi (3 in slalom gigante, 3 in slalom speciale):
  - 1 secondo posto
  - 5 terzi posti

### Campionati tedeschi
- 4 medaglie[1]:
  - 3 ori (slalom gigante nel 2006; slalom gigante nel 2011; slalom speciale nel 2012)
  - 1 bronzo (slalom speciale nel 2006)

### Campionati tedeschi juniores
- 1 oro (slalom gigante nel 2007)[senza fonte]